# Kirkwood (Missouri)
Kirkwood és una població dels Estats Units a l'estat de Missouri. Segons el cens del 2000 tenia 27.324 habitants.

## Demografia
Segons el cens del 2000, Kirkwood tenia 27.324 habitants, 11.763 habitatges, i 7.257 famílies. La densitat de població era de 1.143 habitants per km².
Dels 11.763 habitatges en un 28% hi vivien nens de menys de 18 anys, en un 50,5% hi vivien parelles casades, en un 9% dones solteres, i en un 38,3% no eren unitats familiars. En el 33,5% dels habitatges hi vivien persones soles el 14,9% de les quals corresponia a persones de 65 anys o més que vivien soles. El nombre mitjà de persones vivint en cada habitatge era de 2,29 i el nombre mitjà de persones que vivien en cada família era de 2,98.
Per edats la població es repartia de la següent manera: un 23,4% tenia menys de 18 anys, un 5,9% entre 18 i 24, un 27,6% entre 25 i 44, un 24,9% de 45 a 60 i un 18,2% 65 anys o més.
L'edat mediana era de 41 anys. Per cada 100 dones de 18 o més anys hi havia 79,4 homes.
La renda mediana per habitatge era de 55.122 $ i la renda mediana per família de 72.830 $. Els homes tenien una renda mediana de 51.515 $ mentre que les dones 36.235 $. La renda per capita de la població era de 32.012 $. Entorn del 2,8% de les famílies i el 4,6% de la població estaven per davall del llindar de pobresa.

## Poblacions més properes
El següent diagrama mostra les poblacions més properes.